# Cantonul Le Luc
Cantonul Le Luc este un canton din arondismentul Draguignan, departamentul Var, regiunea Provence-Alpes-Côte d'Azur, Franța.

## Comune
- Le Cannet-des-Maures
- Le Luc (reședință)
- Les Mayons
- Vidauban